# Laser Communications Relay Demonstration

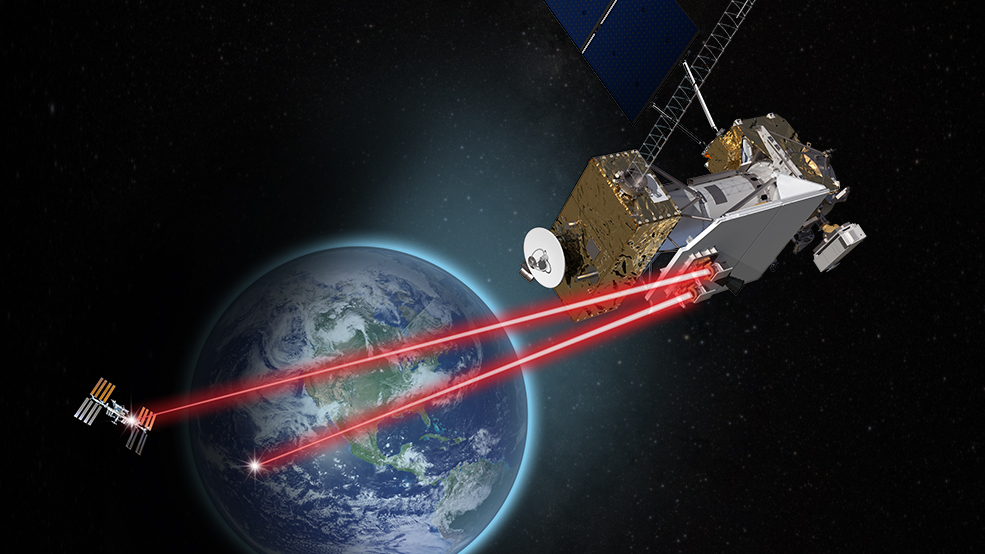
Schéma montrant les terminaux optiques LCRD assurant le relais entre la Station spatiale internationale équipée d'un terminal ILLUMA-T et une station terrestre située à Hawaï.

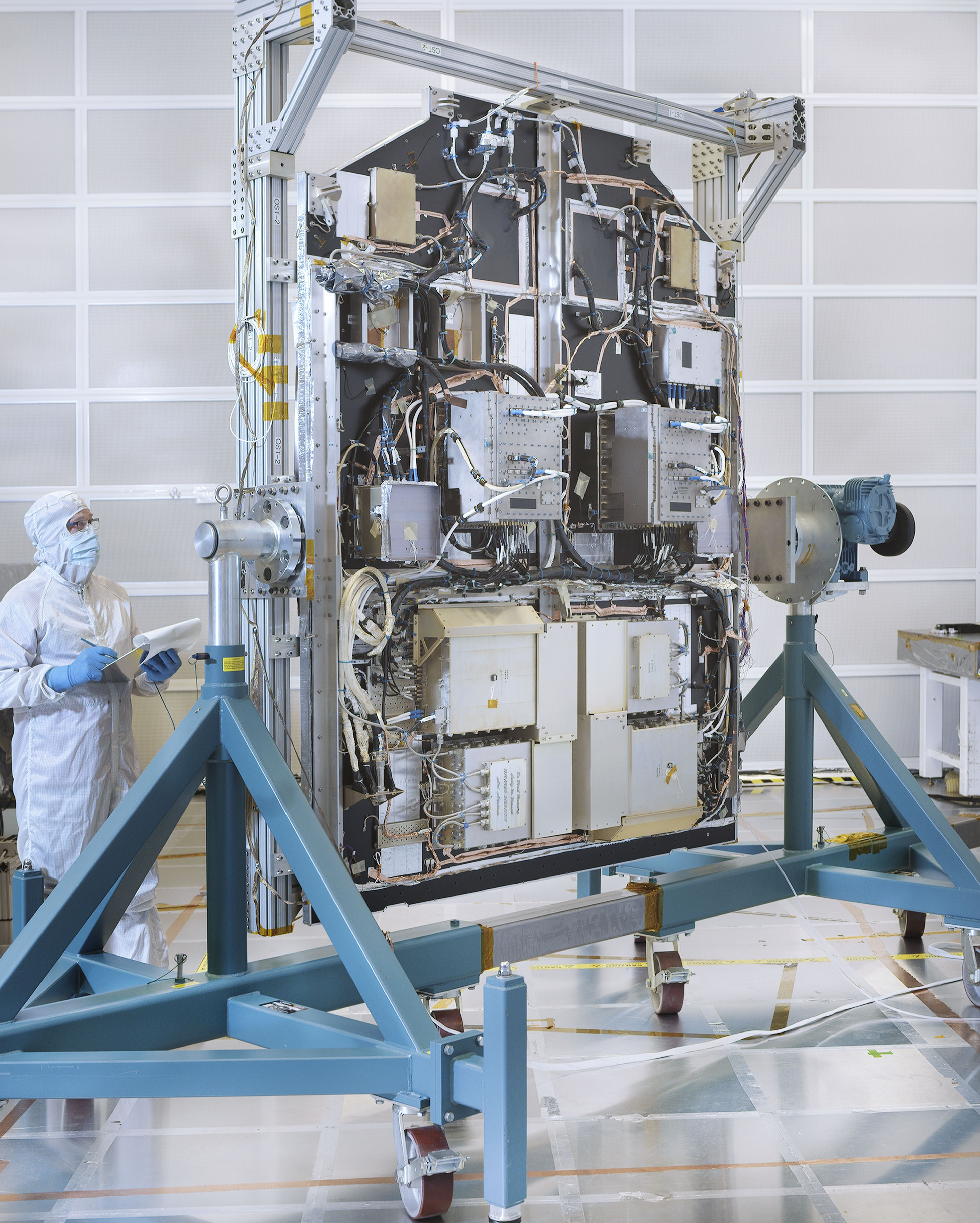
Le satellite militaire STPSat-6, ici en cours d'assemblage, embarque l'équipement LCRD.

Laser Communications Relay Demonstration, plus généralement désigné par son acronyme LCRD, est un démonstrateur technologique de l'agence spatiale américaine, la NASA, destiné à tester la technique des  Télécommunications optiques spatiales (par laser) pour relayer des données via un satellite placé en orbite géostationnaire entre un satellite et une station terrestre. LCRD utilise deux terminaux optiques embarqués sur un satellite militaire STPSat-6 lancé en décembre 2021 et deux stations terrestres équipés d'équipement optiques situés à Hawaï et en Californie. L'objectif des tests, qui ont débuté en juin 2022 et doivent durer deux ans, sont principalement de mesurer les conditions de fonctionnement reposant sur une liaison optique devant traverser l'atmosphère terrestre et d'évaluer les performances de ce  système de communications optique.

## Contexte
Les missions spatiales utilisent depuis le début de l'ère spatiale les fréquences radio pour les échanges de données avec la Terre (télémesures, données collectées par les instruments embarqués). Mais la saturation des fréquences radio ainsi que l'augmentation continue du volume de données à transférer a rendu vital l'amélioration des performances des systèmes de télécommunications. La technique des communications optiques par laser constitue une des solutions envisagées. En utilisant un laser pour encoder et transmettre des données on peutaccroitre d'un facteur 10 à 100 le débit de données par rapport à un système reposant sur les ondes radio.

## Objectifs
Le but de LCRD est de mettre au point des technologies de communication optiques qui puissent être utilisées dans les futurs systèmes opérationnels. Les objectifs de l'expérimentation LCRD sont :
- Démontrer la faisabilité d'une liaison optique bidirectionnelle entre l'orbite géostationnaire et la Terre.
- Mesurer et caractériser les performances de cette liaison dans différentes conditions (météo...)
- Développer des procédures opérationnelles et évaluer son potentiel pour de futures missions.
- Fournir un banc d'essais en orbite permettant de tester et valider des standards pour les relais dans l'espace reposant sur des systèmes optiques.

## Architecture de la mission
La mission comprend :

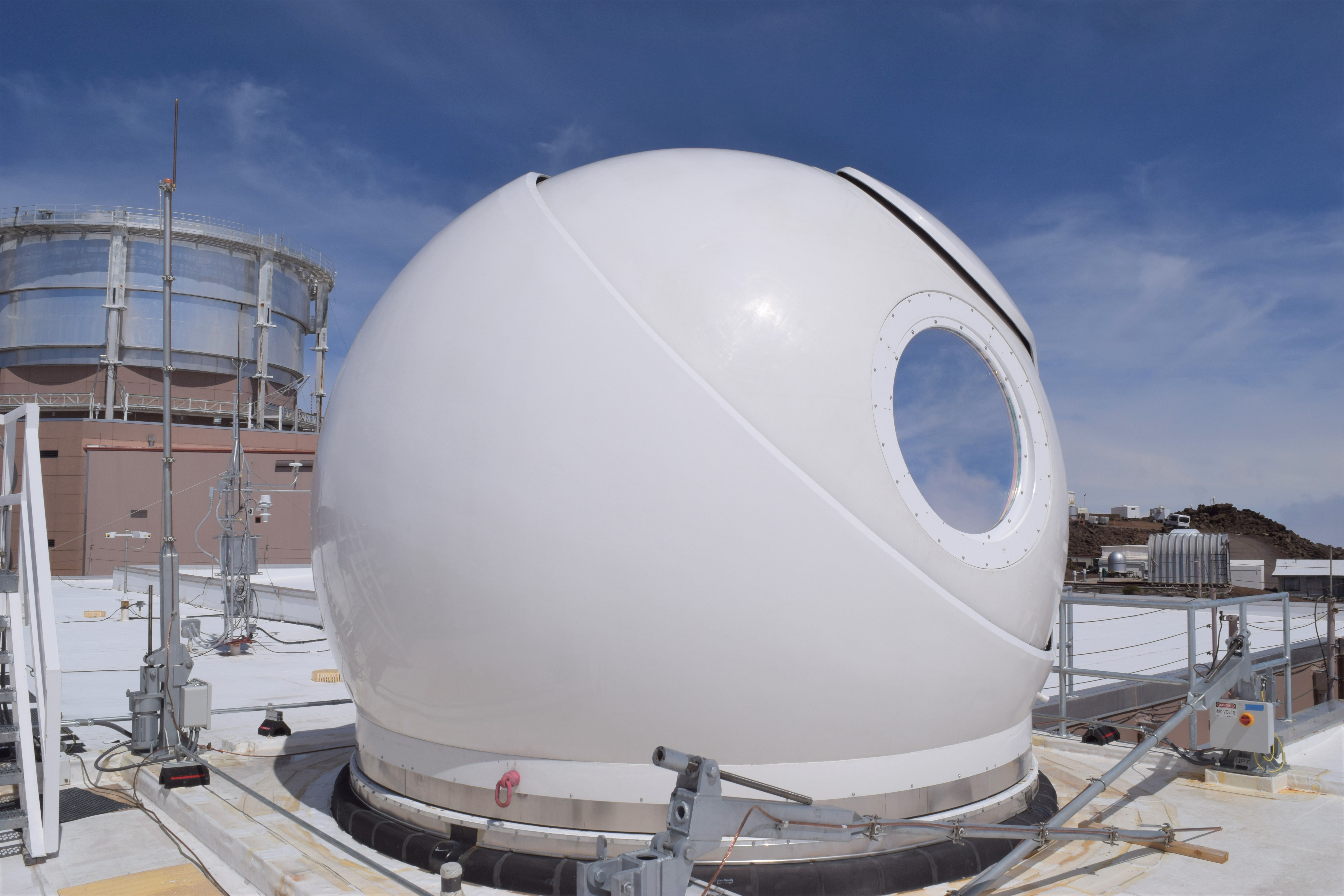
Terminal OGS-2 installé à Hawaï.

- Un segment spatial :  le satellite technologique de l'Armée de l'Air américaine STPSat-6 emporte deux terminaux optiques et un système de communication radio (bande Ka). Chaque terminal optique comporte un télescope de 10,8 centimètres d'ouverture et un émetteur (laser) d'une puissance de 0,5 watt. Ils fonctionnent en mode DPSK (Differential Phase Shift Key) et PPM  (Differential Phase Shift Key).
- Un segment terrestre comprenant deux stations terriennes. La station OGS 1 (Optical Ground Station 1) du JPL installé sur le site de l'observatoire de Table Mountain en Californie est dotée d'un télescope de 1 mètre d'ouverture (utilisé pour l'émission et la réception) et d'un émetteur d'une puissance de 10 watts. La station OGS 2 située à Hawaï est dotée d'un télescope ayant une ouverture de 60 cm (réception) et d'une télescope de 15 centimètres (émission) ainsi que d'un émetteur de 10 watts.
- La station terrienne utilisée pour les liaisons radio ainsi que le centre de contrôle de la mission LMOC (LCRD Mission Ops Center) se situent à White Sands (Nouveau-Mexique)

En tant que relais les capacités théoriques du relais optique LCRD dépendent du protocole utilisé :
- 2880 mégabits/seconde en mode DPSK (Differential Phase Shift Key) non codé
- 1244 mégabits/seconde en DPSK codé
- 311 mégabits/seconde en 16-PPM (Pulse Position Modulation)

## Scénarios de communication testés

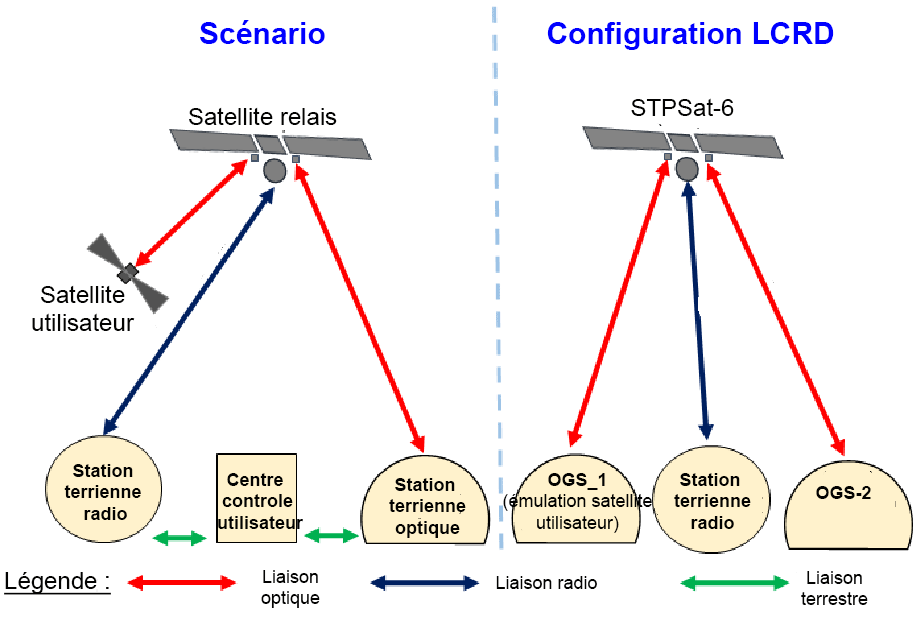
Configuration de l'expérience LCRD destinée à tester un scénario de communication optique entre un satellite utilisateur et une station terrienne. Le satellite utilisateur est simulé par une des stations terriennes optiques OGS. Le satellite relais transmet les données vers le sol en utilisant à la fois une liaison optique et radio.

Plusieurs scénarios de communication impliquant des configurations différentes  doivent être testés au cours de la mission. Ils impliquent les trois stations terriennes (2 optiques et une radio), le satellite relais STPSat-6 et un satellite utilisateur (qui sera la Station spatiale internationale équipée d'un terminal optique). Ces scénarios sont notamment : 
- Le satellite STPSat-6 sert de relais entre un satellite utilisateur avec lequel il a une liaison optique et une station terrienne avec lequel il a une liaison radio. Les échanges sont bidirectionnels et le débit, le codage ainsi que la modulation sont contrôlés indépendamment sur les deux liaisons pour valider le fonctionnement avec des débits de données asymétriques.
- Le satellite utilisateur a simultanément une liaison optique descendante avec une station terrienne et une liaison optique montante avec une autre station en utilisant un modulation différente (dans ce scénario seul le segment terrestre de LCRD est mis en œuvre).
- Deux satellites utilisateurs ont une liaison optique avec le satellite relais (les deux terminaux optiques de ce dernier sont utilisés). Les données sont relayées vers la station terrienne par la liaison radio.
- Le satellite relais a une liaison optique avec un satellite utilisateur et une liaison optique avec une première station puis avec une deuxième station. L'objectif est de tester le processus de transfert.

Par ailleurs l'équipement LCRD est mis à disposition de la communauté internationale. Les demandes d'expérimentations seront sélectionnées par l'équipe projet LCRD à partir des propositions soumises au centre de vol spatial Goddard.

## Déroulement de l'expérience
Le projet LCRD est piloté par le Centre de vol spatial Goddard (établissement de la NASA). Les terminaux optiques spatiaux ainsi que les équipements terrestres sont conçus et développés par la Laboratoire Lincoln du Massachusetts Institute of Technology (MIT). Le satellite technologique de l'Armée de l'Air américaine STPSat-6, qui emporte 9 expériences dont les terminaux optiques et radio de l'expérience LCRD (les autres expériences sont SABRS-3, LCRD, CEASE, FalconSEED, RHEME, SENSER, SIRI, UVSC Pathfinder), est placé sur une orbite géostationnaire le 7 décembre 2021 par un lanceur Atlas V 551,. L'expérience LCRD débute en juin 2022 et doit durer deux ans.

## Galerie

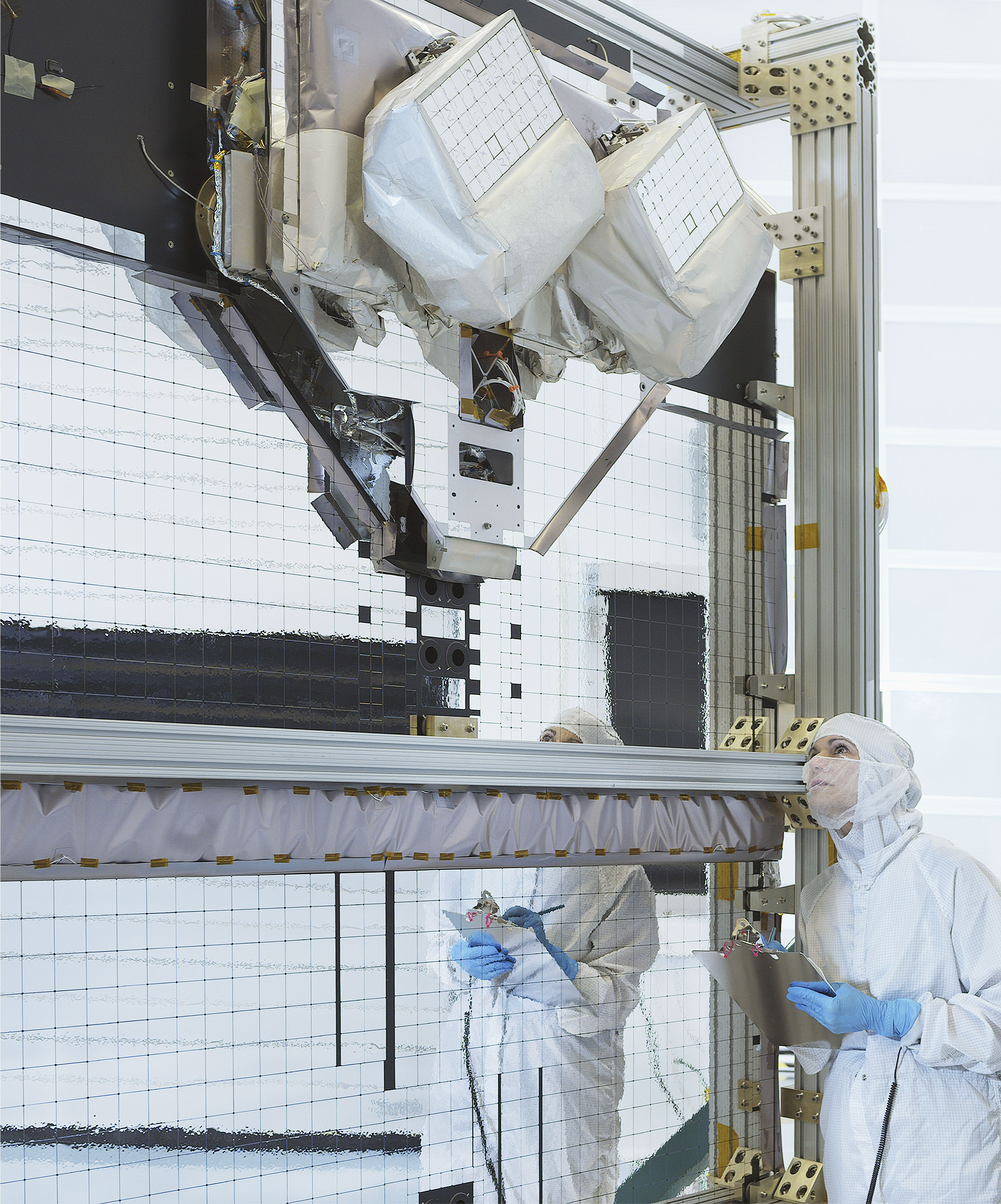
Les deux terminaux optiques installés à bord du satellite géostationnaire STPSat-6.
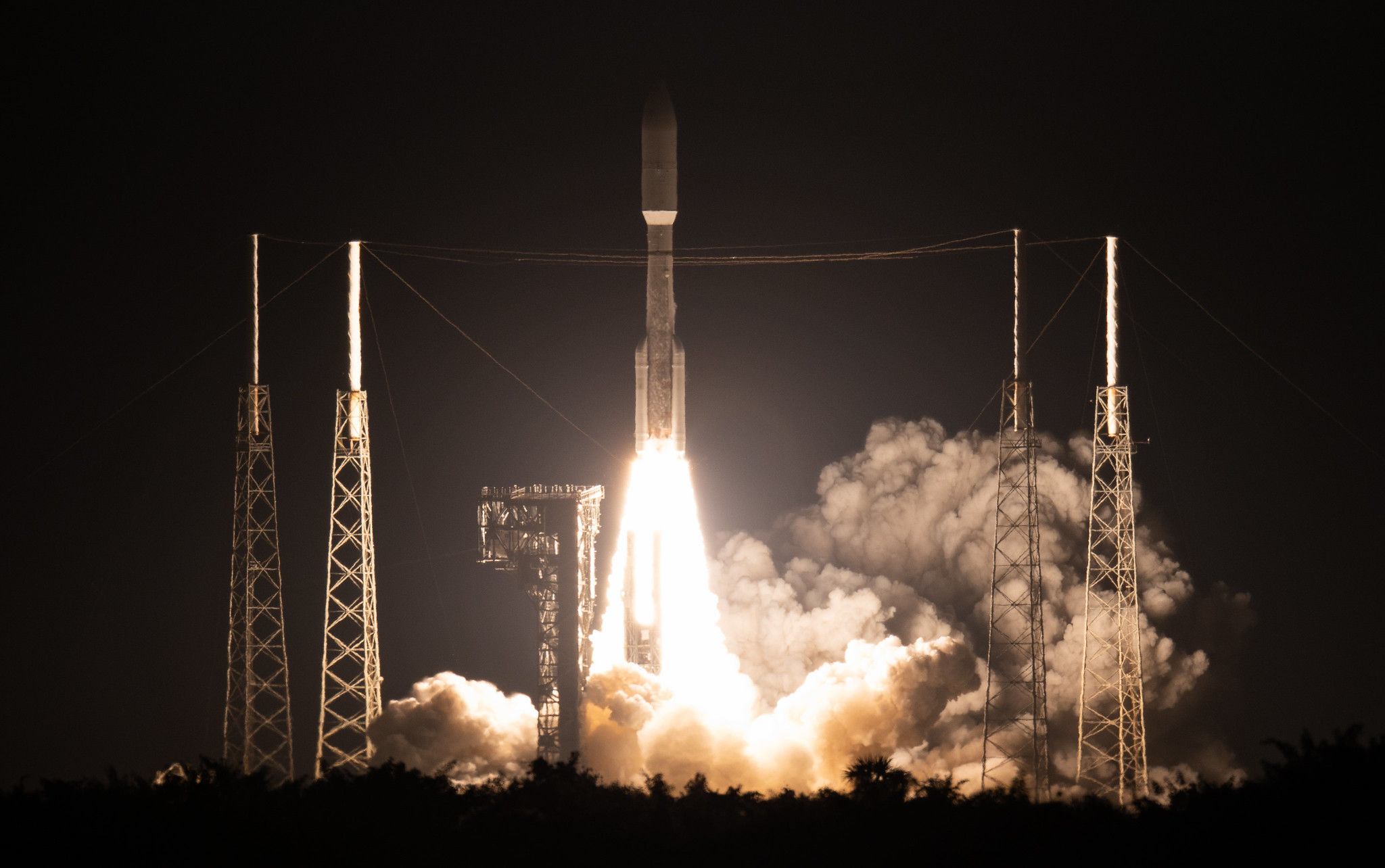
Lancement du satellite STPSat-6 par une fusée Atlas V.